# Danzas de Bolivia
Las danzas bolivianas son danzas que surgieron en Bolivia y que pertenecen al patrimonio cultural del país. Bolivia al poseer variadas zonas geográficas cuenta con una población diversa y rica en cultura y tradiciones, y esto se refleja en la inmensa cantidad de danzas existentes en todo el país. Las danzas bolivianas han sido influenciadas por las costumbres y creencias prehispánicas, indígenas, mestizas, tradiciones coloniales, europeas, y africanas, evidenciando un importante resultado de mestizaje y sincretismo cultural. 
La danza es un elemento muy importante dentro de la cultura boliviana existiendo festividades masivas y colectivas denominada entradas donde conjuntos y fraternidades ocupan espacios públicos para danzar, este fenómeno social solo ocurre en esa magnitud en Bolivia existiendo más de 1200 festividades dentro del país que se repiten anualmente donde se interpretan diversas danzas bolivianas. Este fenómeno también tiene carácter internacional ya que los bolivianos al emigrar llevan consigo sus danzas replicando y organizando festividades anuales similares de comunidades y residentes bolivianos en otros países, contando más de 200 festividades bolivianas fuera del país, principalmente en Chile, Brasil, Argentina, Estados Unidos y España. Por esa razón se le reconoce a Bolivia como Capital Mundial de la Danza. Otro aspecto de las danzas bolivianas además de la considerable cantidad, es que cada danza cuenta con una indumentaria, coreografía y música propia que incorpora otras destrezas dándole un carácter predominantemente folclórico por ese motivo también se le distingue a Bolivia como Capital Folclórica del Mundo.
Existen distintas formas de clasificar las danzas bolivianas dependiendo la región climatica, la complejidad o las que cuentan con mayor difusión, como las denominadas danzas folclóricas, danzas autóctonas, entre otras; sin embargo lo más idóneo para la clasificación es considerar cada uno de los 9 Departamentos que conforman Bolivia en orden alfabético.

## Danzas del Beni
- Achu
- Achané tupana o pigmeos
- Asañaré
- Bajones
- Balseros de Rurrenabaque
- Chinisiri
- Chovena
- Cochipiyu[2]
- Contradanza
- Danza abadesas
- Danza del Ciervo
- Danza del emplumau
- Danza del mapuip
- Danza del sumurucucu
- Danza del tarán
- Danza de los aguateros
- Danza de los angelitos
- Danza de los bárbaros
- Danza de los chimanes
- Danza de los chonchines
- Danza de los guaroyanes
- Danza de los macheteros
- Danza de los tabaqueros
- Danza sacheana el sol, la luna y las estrellas
- Danza el barco
- Danza el ciervo
- Danza el torito
- Danza los graciosos
- Danza los Herodes
- Danza los huasos
- Danza Moré
- Danza totachi
- Fifalalay
- Jerures
- Juan y Juana Tacora
- Judas Itonama
- Las Mascaritas
- Los Ovejitos
- Macheteritos del Niño Jesús
- Moperas
- Mózoras
- Plaza-plaza
- Pusimira
- Rueda huacarajeña
- Uchulu

## Danzas de Chuquisaca
- Aylalito
- Arete guazu
- Ajaycito
- Aticuy-Atico
- Ayarichi
- Bailecito
- Cacharpaya (Canto)
- Caja y Rueda de Azurduy
- Carnaval de Yotala
- Chuntunqui
- Copla  Valluna-Chaqueña
- Cueca a caballo
- Cueca chaqueña
- Cueca de piano o Chuquisaqueña
- Cueca Cinteña
- Danza Camargueña
- Danza de Sopachuy
- Danza Icleña
- Danza Palla
- Encanto Mojocoyano
- Estampa
- Fandango Boliviano
- Jalq'a
- Liberia
- Marcada
- Morenos de Azurduy
- Pandilla de Sucre
- Pim Pim
- Pujllay
- Tairari
- Thanta morenos
- Tonada
- Vals Chuquisaqueño

## Danzas de Cochabamba
- Bailecito cochabambino
- Cacharpaya cochabambina
- Ch'ampas de Aiquile
- Chiriwanu
- Ch'unch'us
- Coplas de Carnaval
- Coplas de Todo Santos
- Coplas de Santa Veracruz
- Cueca cochabambina
- Huayno cochabambino
- Lichiwayus de Ayopaya
- Mullu mullus (o muyu muyus)
- Salay

El baile del "Salay" es una danza moderna valluna que plasma un zapateo con aires de coqueteo, nació en Jaihuayco una zona barrial de Cochabamba, consolidada en la festividad de San Joaquín allá por el año 1987, la influyen fuertemente las danzas del Huayño Cochabambino y la cueca Cochabambina.
• Sikumorenos 
• Sikuris de Tapacari 

## Danzas de La Paz
Entre las danzas del occidente podemos citar:
- Achuqalla
- Alférez
- Alma pinquillu
- Arachi
- Arrieros
- Auqui auqui
- Ayawaya
- Balseros de Wiñaymarka
- Bárbaros
- Cachua
- Cambiaj
- Cambraya
- Caporales

La danza de los Caporales es una danza relativamente moderna, derivación estilizada de la Saya afroboliviana y del Tundiqui. El caporal representa al mulato que ejerce una actitud represora con látigo en mano contra los esclavos negros para proteger los cultivos de cítricos y coca en la región de Los Yungas.  Las mujeres visten faldas cortas que agitan de manera sensual mientras los hombres bailan a paso firme con saltos acrobáticos.
- Chamas
- Chajhe/Chaxis
- Chajra Ququy/Inoka
- Chatripulis
- Chayaw anata
- Chayawa
- Chiriwanos de Achocalla
- Chiriwanos
- Choquela
- Ch'isq'i
- Ch'uxña quena quena
- Chumeños
- Ch'unch'us de La Paz
- Ch'utas
- Cintakanas o cintakaniris
- Cinta simppay/Simp'anaku
- Cueca Negra o Cueca Afroboliviana
- Cueca paceña
- Danza Chutillos
- Danza de los kallawayas
- Danza de los mollos
- Danza del café
- Danza del ciervo
- Danza del lagarto
- Danza del oso moreno
- Danza de los incas
- Danza Lecos/tiritiri
- Danza Ollantay
- Diablillos rojos de Chuchulaya
- Diablos romanos
- Gauchada
- Huaycheños de Puerto Acosta
- Inka mayura
- Inka sikuri
- Jach'a sikus
- Jacha tata danzante
- Julu julus
- K'antus
- K'aperos
- Karwani
- Kullawada
- Kusillos
- Laquitas
- Leque leque
- Lichiwayus
- Limanitos
- Lipes/Choquelas
- Llamerada
- Llanu parihuana/llanu wayli
- Loco palla palla
- Machutusuj
- Mauchi
- Mecapaqueña
- Mimula
- Misti Sikuri/Sikumoreno
- Montoneros
- Morenada

La Morenada (Oruro, La Paz): Esta danza tiene por tema la colonización española durante el Virreinato del Perú en el siglo XVI que recurrió a una importación masiva de esclavos negros africanos (principalmente de Guinea) para trabajar en las minas de Potosí. La danza satiriza las difíciles condiciones de trabajo de los mineros con música melancólica y danzarines con máscaras negras que representan a esclavos encadenados con pasos que simbolizan el frío del altiplano y las cargas pesadas que debían llevar. La indumentaria llega a pesar más de 15 kilos.
- Moseñada
- Much'ullis
- Mucululu
- Mullu (o muyu)
- Pacochis
- Palla pallas
- Pandilla de La Paz
- Para wajaj/Pusaj
- Patak pollera
- Phuna
- Pifanada
- Pinquillada
- Puli Puli
- Quenachos
- Quena Quena
- Quena Quena Ispijillani
- Quena quena Mollo
- Quyqu
- Sangas
- Saya afroboliviana
- Saxra sikuri
- Semba
- Sikuris de Italaque
- Sicuri imilla
- Siwi siwi
- Soldado palla palla
- Sullphi
- Suri siku phusiris
- T'alla tusuj
- Takiri/Auki siku
- Tinti caballo
- Toro Torito
- Torito sikuri
- Tundiqui
- Tuntuna
- Uxusiris
- Waka tinti
- Waka thokori
- Waka waka
- Warini
- Waychu
- Wayquli/waykholi
- Wayru kapuna
- Wiphalitas
- Wititis

## Danzas de Oruro
- Anata
- Antahuara
- Awatiris
- Ayawaya
- Cueca orureña
- Diablada de Oruro
- Doctorcitos o huayralevas
- Intillajta
- Lichiwayus
- Llamerada
- Morenada
- Pinkillada
- Sampoñaris
- Suri Sicuri
- Tarqueada
- Tobas[6]
- Qhonqhotas o Guitarrillas
- wawqu
- Wititis

## Danzas de Pando
- Chovena
- Danza flora y fauna
- Danza de los pescadores
- Danza de los tacanas
- Danza del caimanero
- Danza del Jichi
- Danza del palmito
- Danza del Siringuero Castañero
- Danza Pacahuara
- Danza Saraza
- Danza Yaminahua
- Jiririta o mata palo
- Manupareña
- Pau
- Taquirari
- Pandinita

## Danzas de Potosí
- Ayarachi
- Buñueleros
- Caja rueda de Puna
- Calcheños
- Carnaval de Cotagaita
- Carnaval de Pocoata
- Carnaval blanco de Tomave
- Carnaval de Vitichi
- Carnaval Pali Pali
- Chaxi
- Chililin
- Cueca potosina
- Cueca tupiceña
- Danza Chayanta
- Danza Chililin
- Danza Pilpintus o de las Mariposas
- Danza Reqhoque afropotosina
- Fandango boliviano
- Hualaychos
- Jalkas
- Jiyawas
- Jula julas
- Kalampeo Norte Potosino
- Lata caja Pocoateño
- Los Chullpas de Llica
- Los Rekes de Potosí
- Mineritos
- Morenos Vilacayeños
- Pandilla potosina
- Pinquillada del Norte Potosí
- Potolos
- Qhonqhota
- Rikuchiku
- Rollanos
- Salaque Colquechaqueño
- Tinku
- Tinku Diablos de Aullagas
- Turuchipeños
- Viejos de Rodero
- Wachiquis Navideños
- Wawqu
- Wayñu
- Yureños

## Danzas de Santa Cruz
- Arete guazu (o arete guasú)
- Atiku
- Cántaro e chicha
- Carnavalito cruceño
- Chivero
- Chovena chiquitana
- Contra lanza
- Cuadrilla
- “Cueca cruceña”
- Danza barroca chiquitana
- Danza del bejuco
- Danza de los abuelos
- Danza de los lanceros
- Danza Sirionó
- Kaluyo vallegrandino
- La Tirana de Santa Rosa del Sara
- Pim pim (o pin pin)
- Quitobiquish
- Sarao
- Taquirari
- Turcos
- Viritas
- Yarituses

## Danzas de Tarija
- Aña aña
- Arete guazu (o arete guasú)
- Atiku
- Chacarera
- Chapaqueada
- Chunchos de San Roque
- Copla chapaca
- Cueca chapaca
- Cueca chaqueña
- Danza de la Fiesta de Guadalupe
- Gato
- Michizos
- Mañanitas de Pascua (zapateo de San Lorenzo)
- Pim pim (o pin pin)
- Rueda chapaca
- Tonadas
- Wirapepo (o guirapepo)

## Danzas del Chaco
En el sureste de Bolivia en la región denominada Chaco boliviano que abarca  parte de los territorios de los departamentos de Santa Cruz, Chuquisaca y Tarija se practican un conjunto de danzas de carácter controversial.
Por una parte existen autores que sostienen que este conjunto de danzas chaqueñas son danzas de origen y procendencia argentina, que su presencia en Bolivia se debe a una influencia cultural argentina que fue asimilada gradualmente en esta región boliviana y por lo tanto no serían danzas de origen boliviano, ni pertenecerían al patrimonio cultural de Bolivia. Por otra parte existen autores que señalan que las danzas mestizo-criollas chaqueñas pertenecen a la macrorregión cultural del Chaco que abarca territorios de Argentina, Bolivia y Paraguay y no pueden ser considerados como propio por ninguno de los tres países ya que los límites fronterizos de los tres países no supera los 80 años de vigencia, en donde la cultura gauchesca chaqueña, incluyendo las danzas chaqueñas ya estaban vigentes más de un siglo antes de la fijación de los límites fronterizos trinacionales actuales. Lo cierto es que la Argentina ha estudiado y registrado con mayor detalle y dedicación estas danzas chaqueñas en territorio argentino, mientras que en Bolivia existen menos registros históricos y la difusión masiva en Bolivia solo se dio a partir principalmente desde los años 1980 comenzando en la localidad de Villamontes y Yacuiba. Hay pequeñas variaciones de estas danzas en los tres países, pero no se han desarrollado lo suficiente para considerarlas propiamente bolivianas, tomando en cuenta el intercambio musical y cultural que es estrechamente constante en esta región de músicos y bailarines procedentes de los tres países. Además es importante señalar que ha surgido un movimiento cultural denominado "Chaco sin fronteras" en el que se reúnen músicos y bailarines de los tres países para intercambiar y reforzar sus vínculos culturales. Las danzas del chaco sean o no de origen boliviano, son importantes dentro de la población boliviana que se autoidentifica como "chaqueño" ya que juega un rol identitario y realidades sociales muy marcadas.
Estas son las principales danzas del Chaco:
- Copla chaqueña
- Cueca chaqueña
- Chacarera
- Chamamé
- Escondido
- Gato
- Tero Tero
- Triunfo
- Zamba

## Fiestas y celebraciones

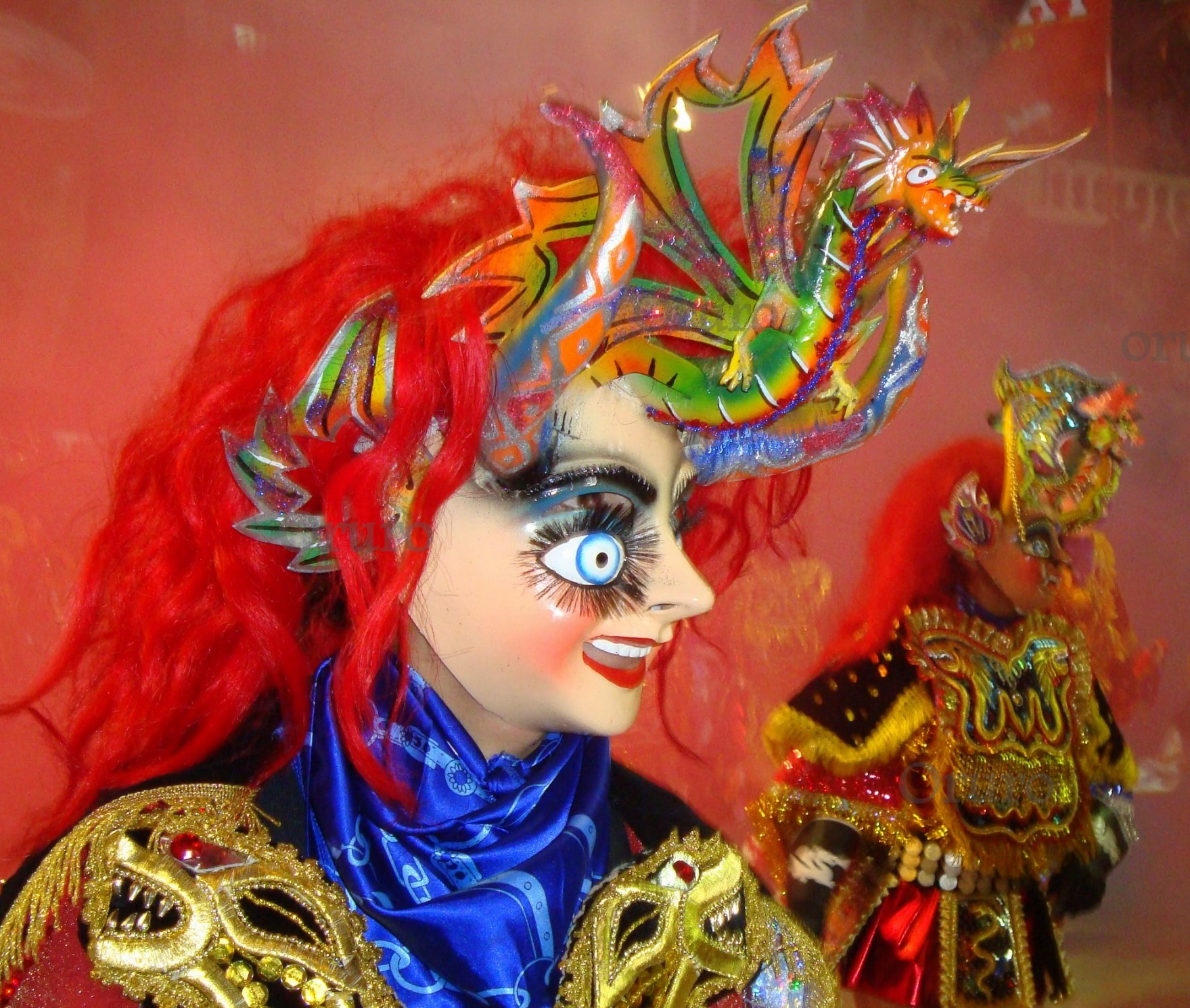
Máscara de China Supay (adelante) y Diablo (atrás) de la Diablada Ferroviaria de Oruro.

Bolivia cuenta con una innumerable cantidad de festividades culturales anuales donde se puede apreciar la diversidad de danzas bolivianas de las cuales cuatro de ellas han recibido la distinción de Patrimonio Cultural Inmaterial de la Humanidad por parte de la UNESCO: 
- El Carnaval de Oruro
- La Fiesta del Gran Poder
- La Ichapekene Piesta
- La Fiesta de San Roque

Otras festividades importantes son la Festividad de la Virgen de Urkupiña en Cochabamba, la Festividad de Ch' utillos en Potosí, la Chope Piesta Santísima Trinidad en Trinidad, la Festividad de la Virgen de Guadalupe en Sucre. Muchas festividades se caracterizan por tener un sentido religioso por ejemplo el Carnaval de Oruro que surgió por la devoción a la Virgen del Socavón expresada en forma de danzas. Esta festividad empieza oficialmente con el "primer convite", que es el primer ensayo y la primera promesa a la Virgen de bailar por tres años. El "segundo convite" afirma la promesa e inicia la preparación de las fraternidades folclóricas. Toda esta preparación culmina con la "entrada" de cuarenta fraternidades de danzarines y cargamentos de platería durante el sábado de carnaval, destacándose la danza de la Diablada que representa la lucha entre el bien y el mal.

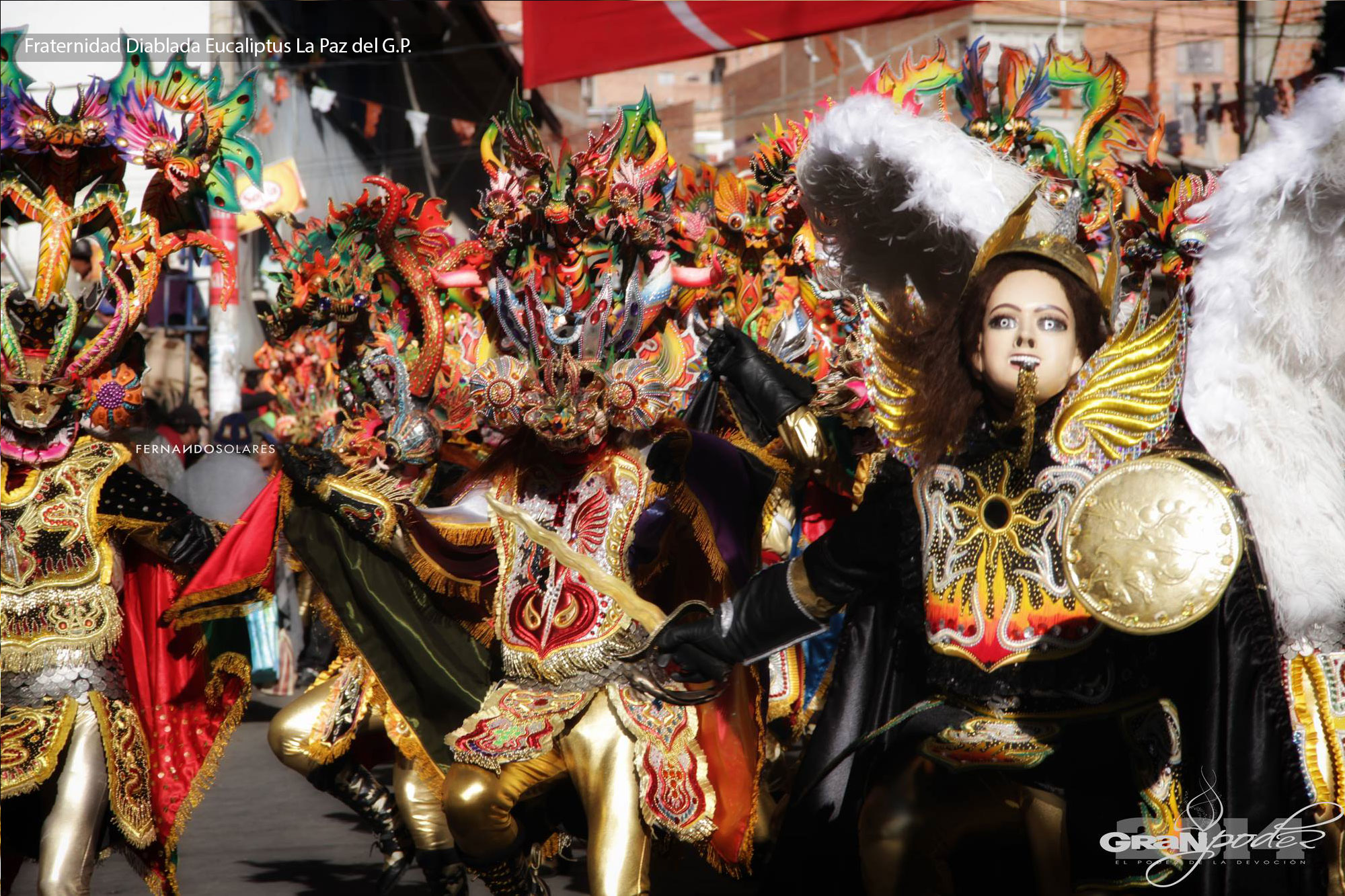
Fraternidad Diablada Eucaliptus La Paz del G.P. Ángel y los Buzos Dorados en la Fiesta del Gran Poder

Gran parte del folclore de esta región está inspirado en mitos y costumbres de carácter religioso. Tal es el caso de la celebración musical de la Isla del Sol, sitio en el que según leyendas prehispánicas recopiladas por el Inca Garcilaso de la Vega, nacieron el Sol y los fundadores del Imperio Incaico: Manco Cápac y Mama Ocllo. La música de este tipo de celebraciones andinas se caracteriza por los sonidos de instrumentos como la zampoña, el tambor y las maracas.

### Danzas bolivianas

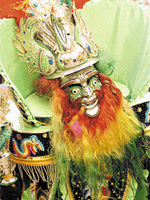
Máscara de Moreno, danza de la Morenada.

- Otras danzas folclóricas Bolivianas son el Huayño, Bailecito, los Ch'utas, los Diablillos Rojos, los Kusillos, la Llamerada, la danza de Negritos, el Ollantay,y la Waca Waca.
- Entre las danzas autóctonas de la región se cuentan el Chaxis, las Choquelas, las danzas de los Chiriguanos, Kantus o Qhantus, Qhachwiri o Qhachwa, la Phuna, el Moceño, la Quena Quena, los Sikuris de Italaque, la Tarqueada, la Waka Tinti y el Huaycole.

#### Danzas orientales
- La Chovena,[3] típica de la zona chiquitana, que se baila en los carnavales acompañada normalmente con la música producida con pifano de tacuara y percusión así también con violín y acordeón. Tiene una cadencia muy típica y los danzantes muestran grandes penachos de plumas y lanzas con vestimenta.
- El Taquirari,[3] que tiene una clara influencia de los bailes indígenas de la región, caracterizados por su movimiento y alegría. También es considerado una canción romántica, sobre todo, si se toma en cuenta sus letras casi siempre dirigidas a enamorar a la mujer o al varón.
- Las danzas típicas de los afrobolivianos, como el Semba, la Saya, el Mauchi y el Tundiqui, aunque esta última es más bien una imitación criolla de las danzas afrobolivianas.